# Curtis Shears
Curtis Charles Shears (Omaha, 4 de julio de 1901-Bonita Springs, 30 de julio de 1988) fue un deportista estadounidense que compitió en esgrima, especialista en la modalidad de espada. Participó en los Juegos Olímpicos de Los Ángeles 1932, obteniendo una medalla de bronce en la prueba por equipos.

## Palmarés internacional
| Juegos Olímpicos | Juegos Olímpicos             | Juegos Olímpicos  | Juegos Olímpicos   |
| Año              | Lugar                        | Medalla           | Prueba             |
| ---------------- | ---------------------------- | ----------------- | ------------------ |
| 1932             | Los Ángeles (Estados Unidos) | Medalla de bronce | Espada por equipos |